# Маш (сын Арама)
Маш, сын Арама (др.-евр. מַשׁ‬) — библейский персонаж, потомок Сима по линии Арама (Быт. 10:22, 23; 1Пар. 11:17, Sy и шесть евр. рукописей). В масоретском тексте в 1Пар. 1:17 написано не «Маш», а «Мешех». Однако, вероятно, это ошибка переписчика, поскольку Мешех назван «сыном» Иафета (Бт 10:2; 1Лт 1:5).
Некоторые [кто?] проводят связь между Машем и его потомками с «горой Масия» — гористой местностью на севере Месопотамии, упоминаемой греческим географом Страбоном (XVI. 1. 23). Другие отождествляют Маш с частью Сирийской пустыни, названной в ассирийских анналах «(страной) Маш», «пустыней, где царит изнуряющая жажда, где нет даже птиц в небе и где не пасутся ни дикие ослы, ни газели»